# Арон Сіладьї
Арон Сіладьї (угор. Szilágyi Áron, 14 січня 1990) — угорський фехтувальник, триразовий олімпійський чемпіон.

## Виступи на Олімпіадах
| Олімпіада           | Дисципліна          | Місце |
| ------------------- | ------------------- | ----- |
| Пекін 2008          | індивідуальна шабля | 15    |
| Пекін 2008          | командна шабля      | 7     |
| Лондон 2012         | індивідуальна шабля | 1     |
| Ріо-де-Жанейро 2016 | індивідуальна шабля | 1     |
| Токіо 2020          | індивідуальна шабля | 1     |
| Токіо 2020          | командна шабля      | 3     |
| Париж 2024          | індивідуальна шабля | 18    |
| Париж 2024          | командна шабля      | 2     |

## Зовнішні посилання
- Арон Сіладьї — олімпійська статистика на сайті Sports-Reference.com (англ.) (архівна версія)